# Kurt Lukasek
Kurt Roland Lukasek (* 7. April 1962 in Wiener Neustadt; † 3. August 2015 in Dubai) war ein österreichischer Politiker und langjähriger Repräsentant der FPÖ, später des BZÖ.

## Berufliche und politische Laufbahn
Er studierte an der Universität Innsbruck Jus, wurde 1984 Mitglied der Innsbrucker akademischen Burschenschaft Brixia und war Vorsitzender des Ringes Freiheitlicher Studenten Innsbruck. Später wurde er Peter Westenthalers persönlicher Assistent. 1993 rückte Lukasek in die Parteizentrale der FPÖ vor. 2002 wurde er von Westenthaler zum Kommunikationschef der FPÖ ernannt.
Kurz danach wechselte Lukasek jedoch zur Fußball-Bundesliga. Im Herbst 2004 wechselte er nochmals und zwar zu einer Multimedia Dienstleistungs AG. 2005 kehrte Lukasek wieder in die Politik zurück.
Lukasek starb am 3. August 2015 an den Folgen eines Aortenaneurysmas in seiner Wahlheimat Dubai. Er wurde in Gloggnitz bestattet.